# Distrito de Antanifotsy
Antanifotsy es un distrito de la región de Vakinankaratra, en la isla de Madagascar, con una población estimada en julio de 2014 de 316 293 habitantes.
Se encuentra ubicado en el centro de la isla, a poca distancia al suroeste de la capital nacional, Antananarivo.